# 淡马锡勋章
淡马锡勋章是新加坡授予非制服人员的最高荣誉，设立于1962年。
淡马锡勋章分三等。第一和第二等除了勋章以外，亦有悬挂于勋带上的“淡马锡之星”。
一般情况下，此勋章只授予新加坡公民。不过在特殊情况下，非新加坡公民也能获赠荣誉淡马锡勋章。此勋章由总统在总理的建议下授予。
曾经获得这项荣誉的有（不完整）：
- 英国女伊丽莎白二世 （第一等，1972年授予）
- 英国爱丁堡公爵（1972年授予）
- 新加坡前总统黄金辉博士（第一等，1993年授予）
- 新加坡前部长林金山（1962年授予）
- 新加坡前副总理拉惹勒南（第一等，1990年授予）
- 新加坡前大法官杨邦孝（第一等，1999年授予）